# Gömbkilátó
A Gömbkilátó (teljes, de ritkán használt nevén Xantus János Gömbkilátó) a Somogy vármegyei Balatonboglár egyik jelképe. A vulkanikus eredetű, a Balaton szintjétől mérve körülbelül 60 méter magas Várdombon álló, 15 méter átmérőjű építményből a tó felé nyílik kilátás. 2013 óta az Örökségünk – Somogyország Kincse díj birtokosa.
A korábban ingyenes kilátóba ma belépődíj ellenében lehet feljutni.

## Története
A várhegy, ahol ma a Gömbkilátó áll, a 20. század elején még fátlan volt, ezért Kopaszdombnak is nevezték. A település két világháború közötti elöljárója és birtokosa, Gaal Gaston ültettette be fákkal, amelyek legnagyobb része feketefenyő volt. Később egy fából készült kilátót építettek a hegyre, amely az 1960-as évek közepéig állt, ma már csak a lábait tartó négy betontuskó maradt belőle.
Magát a Gömbkilátót Kádár István mérnök tervei alapján a Székesfehérvári Fémmunkás Vállalat készítette alumíniumból az 1950-es évek elején. 1958-ban bemutatták a brüsszeli világkiállításon is, majd a Budapesti Nemzetközi Vásár (BNV) ideiglenes látványossága lett. Az 1960-as évek végén hozták mai helyére, ahol belső üvegburkolattal akarták ellátni, és benne panorámapresszót berendezni, ám végül üveg nélkül épült fel. Vannak, akik szerint azért, mert szállítás közben eltűntek az üvegtáblák, más vélemények viszont azt mondják, azért léptek vissza ettől a tervtől, mert belátták, hogy nem lenne elég ellenálló a természeti erőkkel szemben. A „Xantus János” nevet az 1970-es években vette fel. Az 1980-as években hosszabb időre felújítási munkák miatt ideiglenesen bezárt, majd a 21. század elején annyira leromlott az állapota, hogy biztonságosabbnak látták ismét lezárni. A környék átépítése és a kilátó felújítása után 2012. július 22-én ismét megnyílt a látogatók előtt.

## Képek

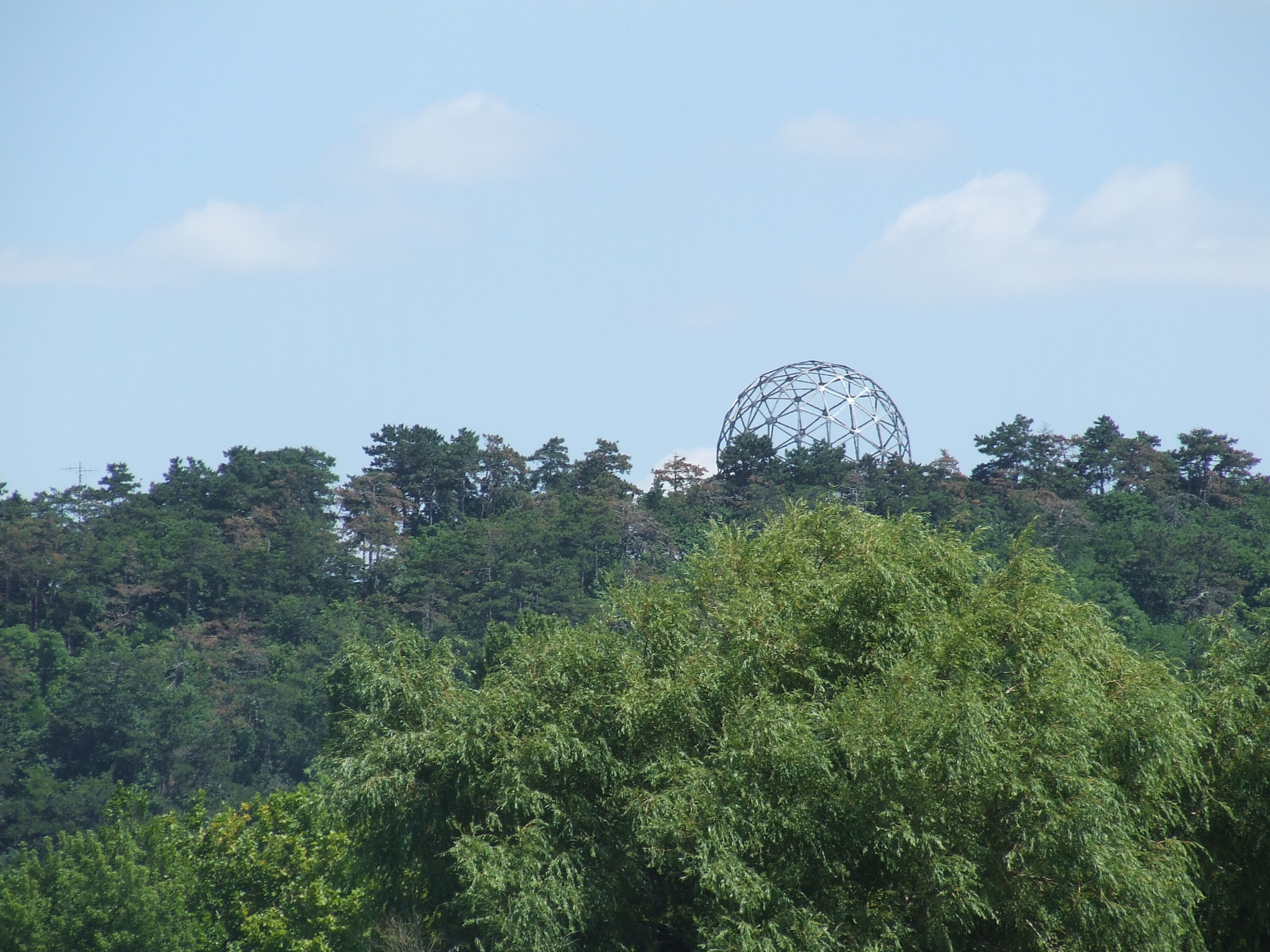
A Gömbkilátó lentről nézve
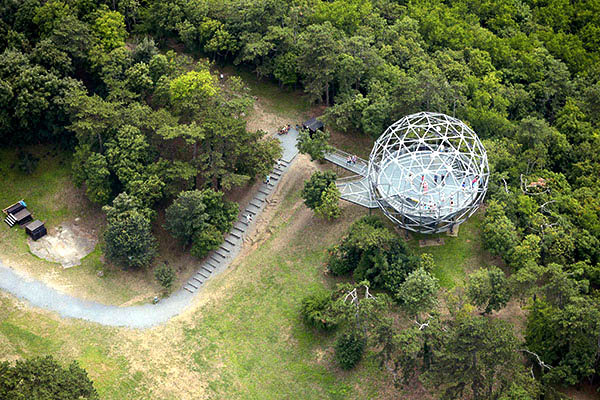
Légi felvétel
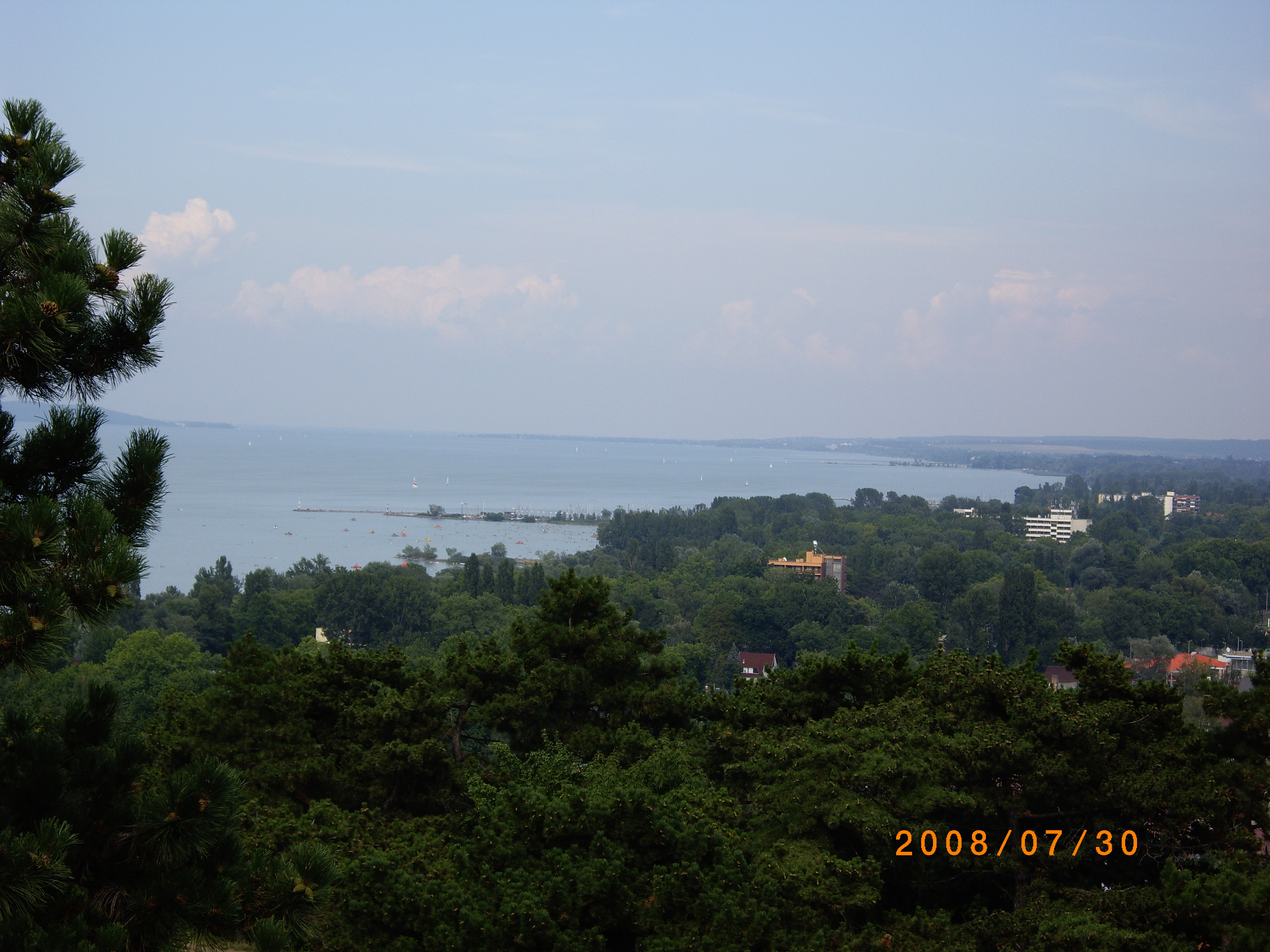
Kilátás a Gömbkilátóból
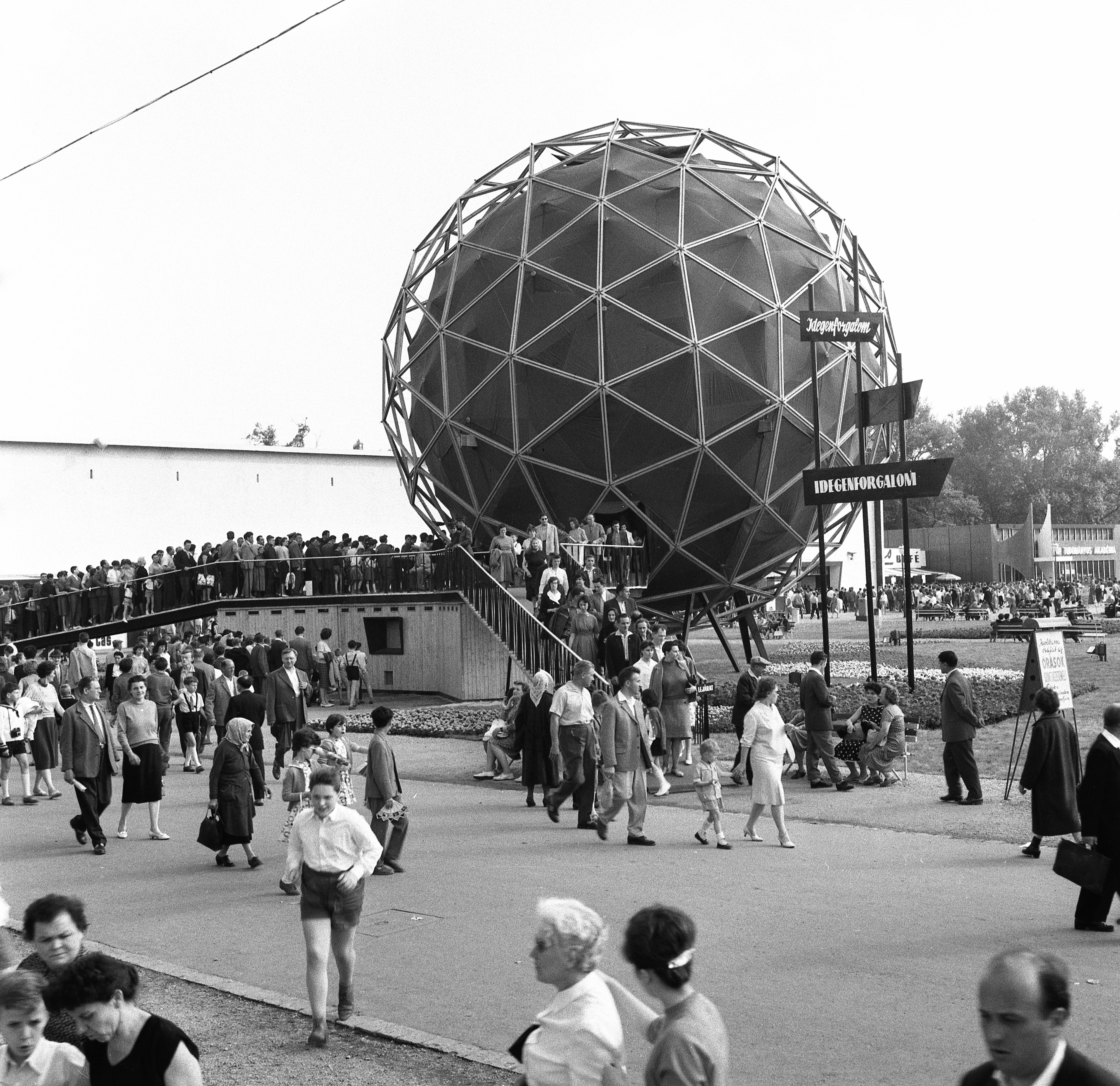
A szerkezet 1963-ban a Budapesti Nemzetközi Vásáron
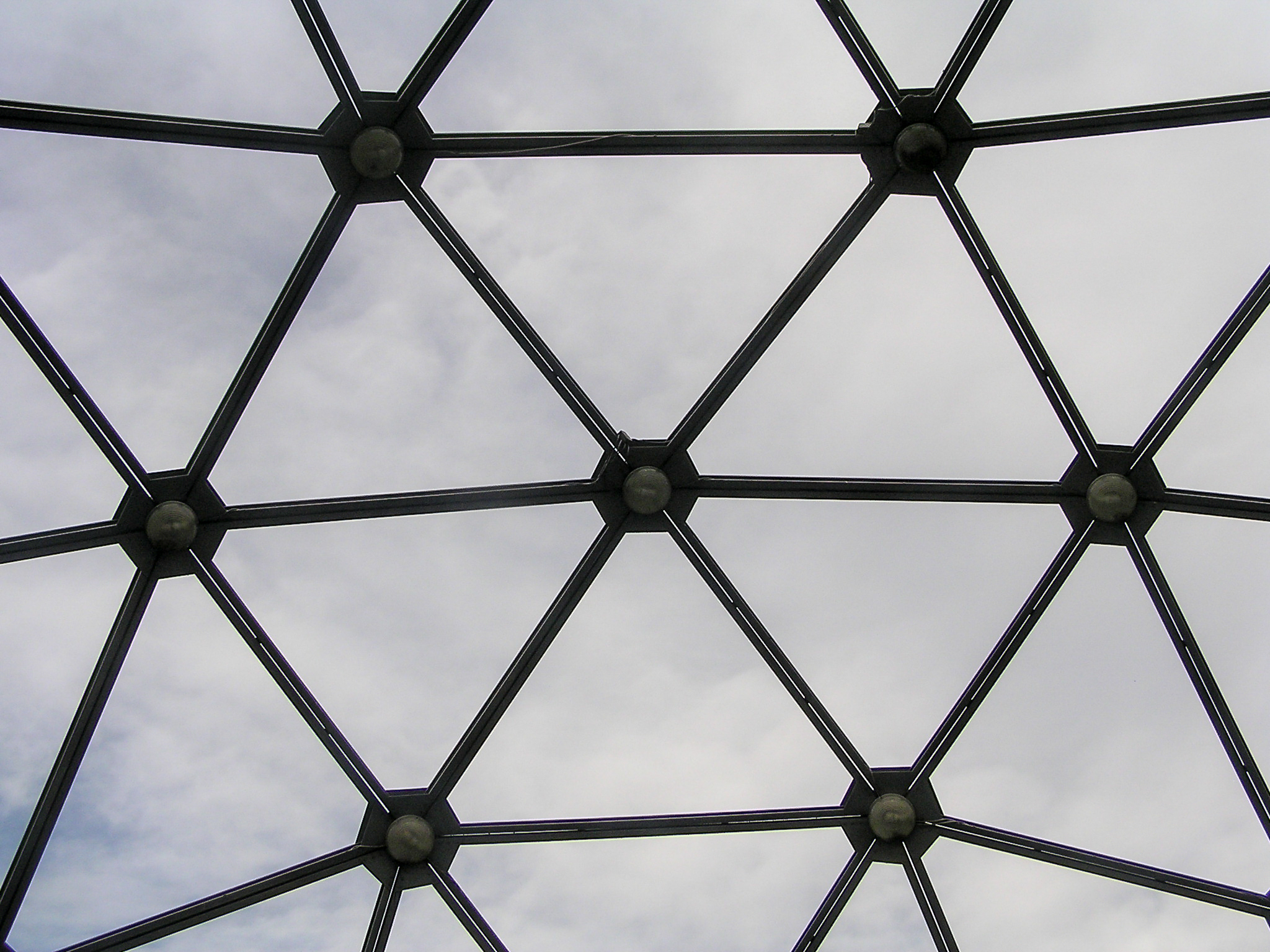
Rácsozat
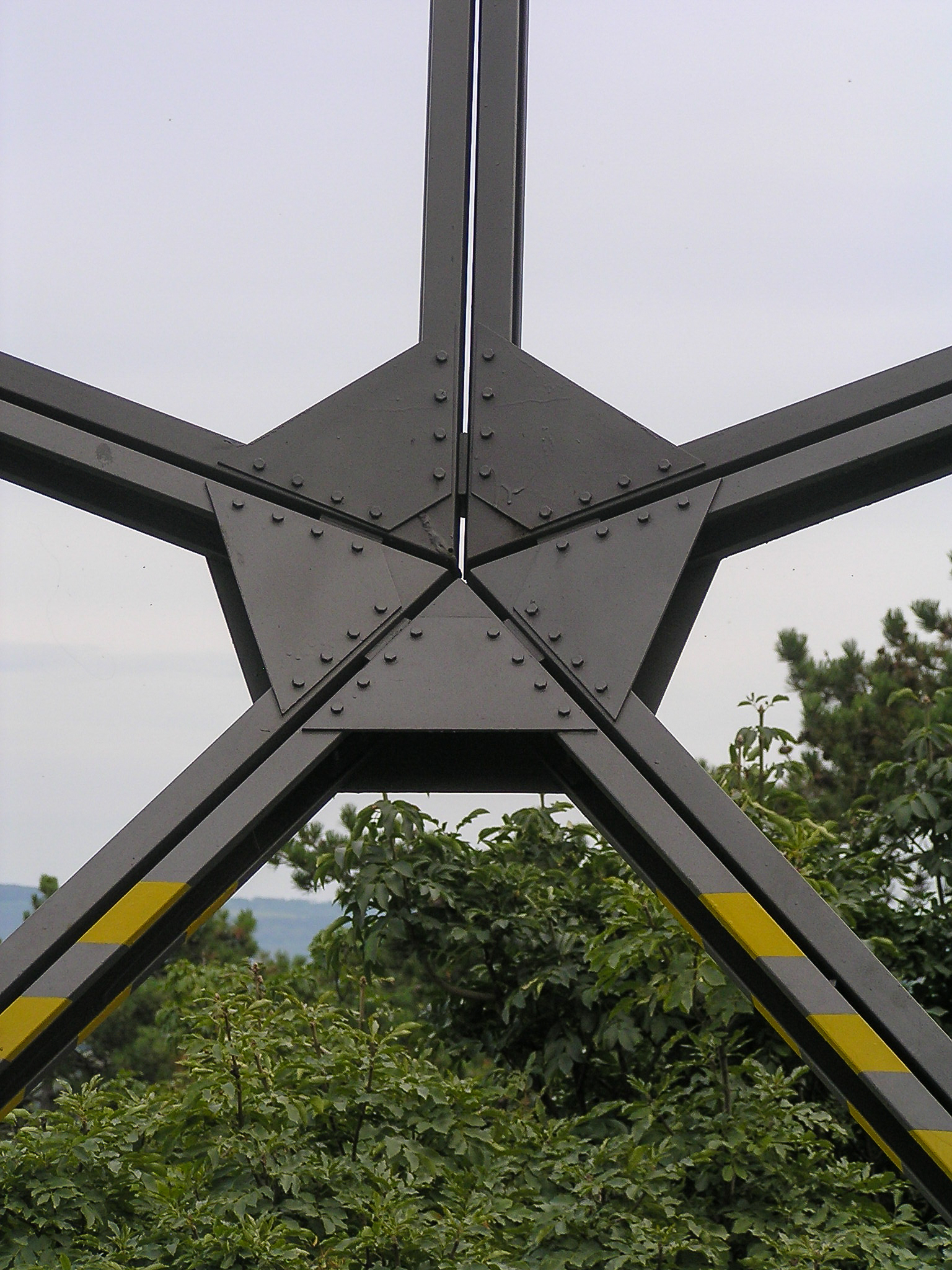
Az ilyen ötágú részletek ritkák, de matematikai okokból szükségesek